# (7037) Davidlean
(7037) Davidlean est un astéroïde de la ceinture principale.

## Description
(7037) Davidlean est un astéroïde de la ceinture principale. Il fut découvert par Yoshisada Shimizu et Takeshi Urata le 29 janvier 1995 à l'observatoire de Nachikatsuura. Il présente une orbite caractérisée par un demi-grand axe de 3,104 UA, une excentricité de 0,107 et une inclinaison de 11,078° par rapport à l'écliptique.
Il fut nommé en hommage au réalisateur de films britannique David Lean (1908-1991), célèbre pour ses classiques Le Pont de la rivière Kwaï (film) et Lawrence d'Arabie (film).

## Compléments